# Тьерри Эльзасский
Тьерри (Дитрих) Эльзасский (фр. Thierry d'Alsace; ок. 1099/1101 — 17 января 1168, Гравлин) — граф Фландрии с 1128 года, сын Тьерри II, герцога Лотарингии, и его второй жены Гертруды Фландрской, дочери Роберта I Фризского, графа Фландрии.

## Биография
Из отцовских владений в Лотарингии Тьерри унаследовал сеньорию Бич.
2 марта 1127 года был убит Карл Добрый, граф Фландрии, не оставивший после себя наследников. Воспользовавшись правами сюзерена на вымороченный лен, король Франции Людовик VI передал Фландрию Вильгельму Клито, имевший права на Фландрию через свою бабушку, Матильду Фландрскую, происходившей из Фландрского дома. Инвеститура Клитона титулом графа Фландрии состоялась 23 марта 1127 года в Аррасе в обход прав ряда более близких родственников Карла Доброго.
Однако права на фландрский престол предъявили ещё целый ряд претендентов. На титул графа Фландрии помимо Вильгельма Клитона претендовали: Генрих I, король Англии, являвшийся по матери племянником Роберта I Фриза, графа Фландрии; Вильгельм Ипрский, незаконный сын Филиппа де Лоо, младшего из сыновей Роберта I; Бодуэн IV, граф Эно, правнук по мужской линии Балдуина VI, графа Фландрии; Тьери Эльзасский, внук Роберта I по матери; Арнульф Датский, старший сын сестры Карла Доброго. В результате против Вильгельма началась война. Ко всему прочему политика Вильгельма и его отношение к фламандским свободам быстро сделали его непопулярным.
Среди других претендентов больше других преуспел Тьерри. Тьери также получил финансовую и военную поддержку английского короля, не желавшего перехода Фландрии под власть Вильгельма. В феврале 1128 года против Клитона выступили горожане Сент-Омера и Гента, в марте их примеру последовал Брюгге, а в мае — Лилль. Под контролем Вильгельма осталась лишь небольшая территория на юге графства. Вильгельма пытался поддержать его сюзерен, Людовик VI Французский, по требованию которого архиепископ Реймса отлучил Тьерри от церкви, а сам Людовик осадил Лилль. Но вскоре Людовику под давлением англичан пришлось снять осаду и отступить.
Однако Вильгельму удалось добиться ряда успехов. Он атаковал Брюгге и в сражении при Акспуле 21 июня нанёс поражения нормандско-лотарингским войскам Тьери Эльзасского. Затем к армии Вильгельма присоединились отряды Готфрида I, графа Лувена, и соединённые силы 12 июля осадили Альст, где находился Тьери Эльзасский. Но во время осады Вильгельм был смертельно ранен из арбалета и 28 июля 1128 года умер.
В результате Тьерри оказался победителем. Вскоре его признали графом все фландрские города. В 1132 году Тьерри помирился и с королём Франции, принеся ему вассальную присягу. Дольше других ему оказывал сопротивление граф Эно Бодуэн IV, причем борьба шла в основном за влияние в Остреване и Камбре, но в итоге Тьерри и здесь вышел победителем.
Став графом, Тьерри довольно быстро восстановил благосостояние Фландрии и наладил хорошие отношения как с городами, так и с фландрской знатью. Несмотря на вассальную присягу, принесённую королю Франции, Тьерри поддерживал тесные отношения и с королём Англии, а также и с императорами Священной Римской империи.
За время своего правления Тьерри 4 раза отправлялся в Святую землю. Первый раз он отправился в Иерусалимское королевство, где правил его тесть, Фульк Анжуйский, в 1137 году, оставив регентшей свою жену Сибиллу. Там он участвовал в победоносной экспедиции в Цезарею, а в 1139 году помог Фульку в разгроме разбойников, укрепившихся в Гааладе.
По возвращении во Фландрию Тьерри оказался втянут в борьбу знати в Нижней Лотарингии после смерти герцога Готфрида II в 1142 году новым герцогом стал его малолетний сын Готфрид III. Против него восстали два сеньора. Благодаря помощи Тьерри мятеж удалось подавить, а взамен граф Фландрии получил область Дендермонде, присоединенную к его владениям.
В 1147 году Тьерри принял участие во втором крестовом походе, организованным королём Франции Людовиком VII и германским королём Конрадом III, оставив регентами жену Сибиллу и старшего сына Бодуэна. Во время похода он послужил одной из причин возникновения трения между крестоносцами, потребовав передать ему в качестве фьефа Дамаск.
За время отсутствия Тьерри на Фландрию напал граф Эно Бодуэн IV, опустошив Артуа, и отступив только после того, как Сибилла отправила армию, опустошившую в ответ Эно. После этого при посредничестве архиепископа Реймса было заключено перемирие на полгода. Вернулся домой Тьерри в апреле 1150 года. После окончания срока перемирия он начал войну против графа Эно, которого поддержали епископ Льежа Генрих II де Леез и граф Намюра Генрих I. После произошедшей между армиями противников битвы был заключён мир. Позже этот мир был скреплён свадьбой дочери Тьерри Маргариты и Бодуэна, наследника Бодуэна IV. Благодаря этому браку Фландрия позже вернулась к первому Фландрскому дому.
Вскоре умер старший сын Тьерри, Бодуэн, в результате чего наследником стал второй сын Филипп, которого отец в 1156 году женил на Елизавете де Вермандуа, дочери графа Вермандуа и Валуа Рауля I.
В 1157 году Тьерри снова отправился в Иерусалимское королевство, на этот раз в сопровождении жены, оставив регентом своего наследника Филиппа. Там он принял участие в армии короля Балдуина III в осаде Шатель-Ружа в Антиохийском княжестве, а затем Шейзара в Оронте. Однако конфликт между князем Антиохии Рено де Шатийоном и Тьерри помешал развить успех, в результате чего Шейзар был оставлен.
Во время отсутствия Тьерри его наследник Филипп ввязался в борьбу с графом Голландии Флорисом III, притеснявшим фландрских купцов, отправившись в военный поход и разорив Беверен. Вернувшись, Тьерри вновь взял власть в свои руки, при этом его жена осталась в Святой земле, постригшись в монахини.
В 1163 году умер король Иерусалима Балдуин III, после чего в 1164 году Тьерри в последний раз отправился в Иерусалимское королевство, оставив регентом опять Филиппа. В том же году Филипп встретился в Ахене с императором Фридрихом I, получив от него в лен Камбре.
Вскоре возобновилась война против графа Голландии Флориса III. Фландрской армией руководили сыновья Тьерри, Филипп и Матье, ставший благодаря браку графом Булони. В войне на стороне Фландрии участвовал также Готфрид III Лувенский. В результате Флорис в 1165 году попал в плен и находился до 1167 года в заключении в монастыре Святого Доната. Тьерри вернулся в 1166 году. В 1167 году был подписан мир, который гарантировал свободную торговлю фламандским купцам в Голландии.
Умер Тьерри 17 января 1168 года. Во время его правления во Фландрии наступил мир. Проведенные Филиппом реформы обеспечили Фландрии экономический подъём, который продолжился во время правления сына Тьерри. Кроме того, значительно увеличилась территория графства.

## Брак и дети
1-я жена: Сванхильда (ум. 4 сентября 1133). Дети:
- Лауретта (ок. 1120—1170); 1-й муж: с 22 сентября 1139 Ян (ум. 8 августа 1145), граф Алоста и Гента; 2-й муж: с ок. 1150 (разв. 1152) Генрих II (ум. август 1167), граф Арлона и герцог Лимбурга; 3-й муж: с 1152 Рауль I Храбрый (ок. 1094 — 13 октября 1152), граф де Вермандуа; 4-й муж: с ок. 1152/1159 (разв. 1163) Генрих I Слепой (1111 — 14 августа 1196), граф Намюра и Люксембурга

2-я жена: с 1134 Сибилла Анжуйская (ок. 1112/1116 — 1165), дочь Фулька V, графа Анжу и короля Иерусалима, и Ирменгарды дю Мэн, графине Мэнской, разведённая жена Вильгельма Клито, графа Фландрии. Дети:
- Бодуэн (ум. до 1154)
- Филипп I (ок. 1136 — 1 июля 1191), граф Фландрии с 1168, граф де Вермандуа (по праву жены) 1167—1185
- Матье (ок. 1137 — 25 декабря 1173), граф Булони с 1160
- Пьер (ок. 1140—1176), епископ Камбре 1167—1173, регент в графстве Невер с 1176
- Гертруда (ум. после 1176); 1-й муж: с ок. 1155 (развод до 1162) Гумберт III Савойский (1136 — 4 марта 1189), граф Морьенна и Савойи; 2-й муж: с после 1158 Гуго III д'Уази (ум. 29 августа 1189), шателен Камбре
- Маргарита I (ок. 1145 — 15 ноября 1194), графиня Фландрии с 1191; 1-й муж: с ок. 1160 (признан не свершившимся) Рауль II (1145 — 17 июня 1176), граф де Вермандуа; 2-й муж: с апреля 1169 Бодуэн (Балдуин) V (1150 — 17 декабря 1195), граф Эно
- Матильда (ум. ок. 24 марта 1194), аббатиса Фонтевро в 1187

Также Тьерри имел трёх незаконнорождённых детей от неизвестной любовницы:
- Жерар (Герхард) Фландрский (ум. 1206), канцлер Фландрии
- Гильом (Вильгельм) Брон (ум. до 1167)
- Конон